# Mark L. Smith (Drehbuchautor)
Mark L. Smith ist ein US-amerikanischer Drehbuchautor.
Smith trat erstmals mit dem Horrorfilm Séance in Erscheinung, den er auch inszenierte. Der Film blieb seine bislang einzige Regiearbeit. Weitere realisierte Drehbücher folgten, darunter auch weitere Horrorfilme. Ein großer künstlerischer wie finanzieller Erfolg wurde 2015 The Revenant – Der Rückkehrer, bei dem Smith gemeinsam mit Regisseur Alejandro González Iñárritu am Drehbuch arbeitete. Die beiden wurden hierfür für den Satellite Award nominiert, ebenso für den Spur Award der Western Writers of America. Das erste Skript zum Film hatte Smith bereits 2007 fertiggestellt, es folgten rund zwei Dutzend Versionen, die auf spezifische Schauspieler in der Hauptrolle ausgelegt waren. Zuletzt erarbeitete er mit Iñárritu eine finale Fassung.
2017 wurde bekannt, dass Smith an einem Drehbuch zu einem vierten Star-Trek-Film arbeitete, der von Quentin Tarantino inszeniert werden sollte. 2021 zerschlugen sich diese Pläne.
An Das Erwachen der Jägerin (2023) war Smith auch erstmals als Produzent beteiligt. Mit American Primeval, deren Ausstrahlung 2025 erfolgte, wurde seine erste Fernsehserie realisiert.

## Filmografie (Auswahl)
- 2006: Seance (auch Regie)
- 2007: Motel
- 2008: Motel: The First Cut
- 2009: The Hole – Wovor hast Du Angst? (The Hole)
- 2015: The Revenant – Der Rückkehrer (The Revenant)
- 2018: Operation: Overlord
- 2010: The Midnight Sky
- 2023: Das Erwachen der Jägerin (The Marsh King’s Daughter)
- 2023: The Boys in the Boat
- 2024: Twisters
- 2025: American Primeval (Miniserie, 6 Teile)